# Асуне

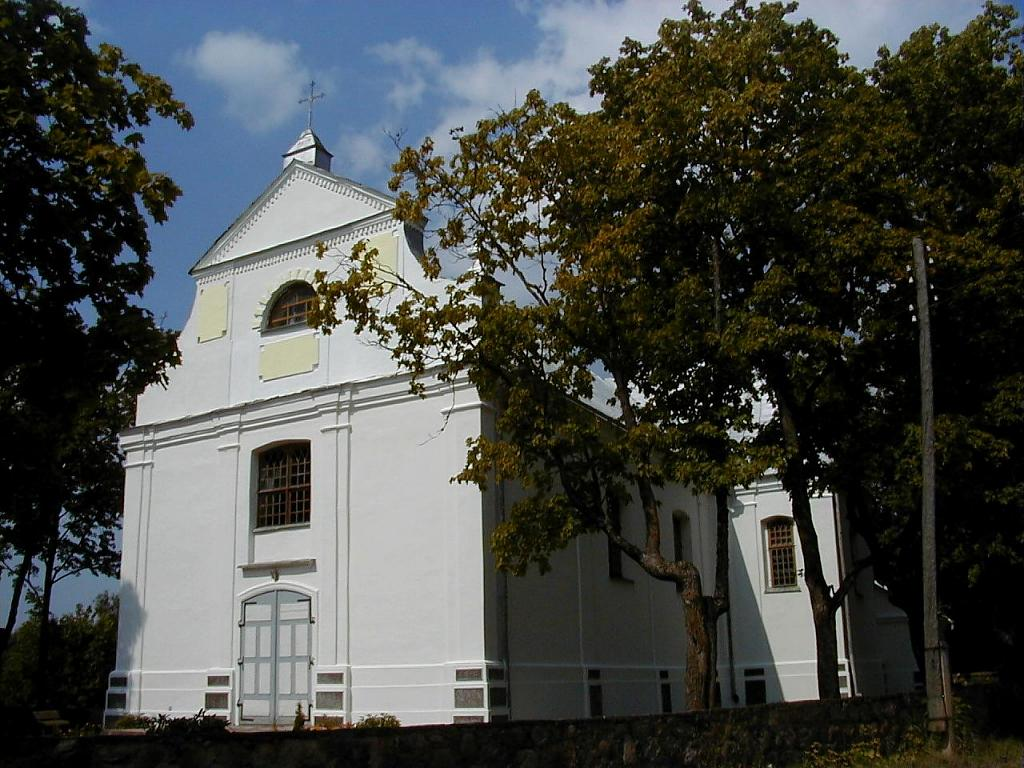
Католическая церковь

А́суне (латыш. Asūne) — населённый пункт в Дагдском крае Латвии. Административный центр Асунской волости. Находится на реке Асуница. Расстояние до города Краслава составляет около 47 км. По данным на 2015 год, в населённом пункте проживало 309 человек. Есть волостная администрация, начальная школа, дом культуры, библиотека, аптека, фельдшерский и акушерский пункт, католическая церковь, мемориальная комната латвийского писателя и философа Константина Раудиве (1909—1974), родившегося в Асунской волости.

## История
В советское время населённый пункт был центром Асунского сельсовета Краславского района. В селе располагалась центральная усадьба колхоза «Путь Ленина».